# 耕余塾
耕余塾 / 耕余義塾（こうよじゅく / こうよぎじゅく）は、神奈川県高座郡羽鳥村（後の明治村。現在の藤沢市）に、明治時代にあった私塾。
神奈川県屈指の中等教育機関であった。漢学・英語・数学・理科・西欧史・法制などを教え、寄宿制、小中学一貫教育の私学で、1887年（明治20年）に「耕余義塾」に改組されると共に、久保市三郎ら慶應義塾の福沢諭吉門下生を教員として迎え入れ、慶應義塾にならい校名に義塾を付した。自由民権運動が盛んな相武地域という土地柄、自由党の子息が多く在籍した。開設から閉塾までの25年間に千人以上が学んだ。

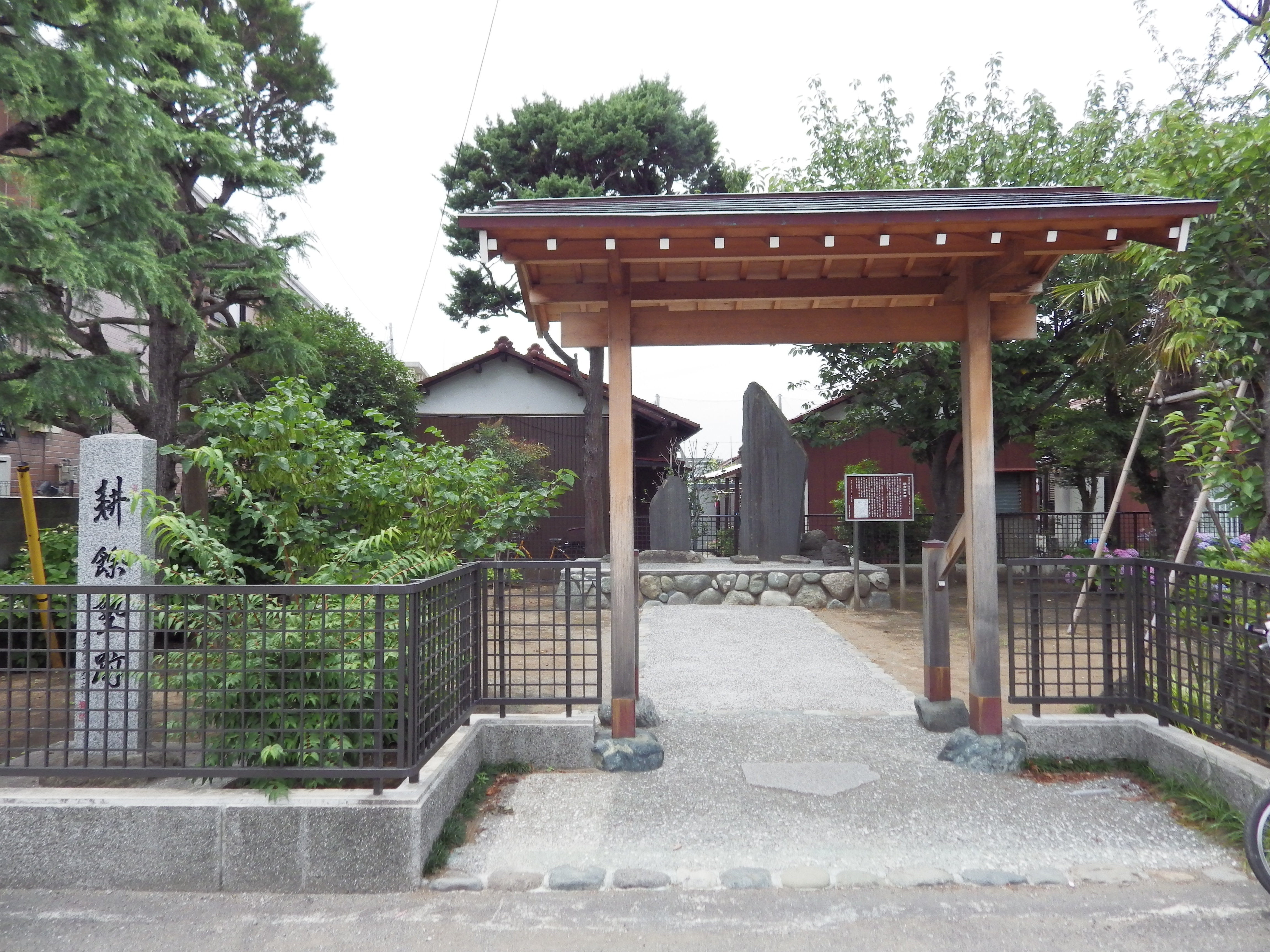
耕余塾跡

## 沿革
- 明治5年（1872年）3月 - 名主の三觜八郎右衛門が小笠原東陽を招き、羽鳥村の廃寺であった徳昌院の庫裏を校舎として郷学校読書院を開設[1][5]。
- 明治5年（1872年）8月 - 学制により、読書院は羽鳥学校（現在の藤沢市立明治小学校）に改称され、生徒の多くは移籍したが、小笠原東陽は別に読書院を私塾として存続。
- 1878年（明治11年） - 入塾者が増加したため、新校舎を落成し、塾名を耕余塾に改め[1]、変則中学となる。
- 1887年（明治20年）8月 - 小笠原東陽が没し、松岡利紀（東陽の娘婿）が塾長となり[4]、耕余義塾に改称。
- 1896年（明治29年）11月16日 - 耕余義塾卒業生の慶應義塾高等科第三等第一期への無試験編入の契約を結ぶ。
- 1897年（明治30年）9月8日 - 大風で全学舎が倒壊。
- 1900年（明治33年）8月31日 - 再建できず、閉塾[5]。

## 文化財
- 藤沢市指定史跡「耕余塾の跡」[5]

## 主な塾生
- 吉田茂[1]- 内閣総理大臣。元神奈川県令の中島信行に勧められ1889年（明治22年）に数え年11歳で入塾[3]。
- 中島久万吉 - 中島信行の長男、商工大臣、古河電気工業初代社長
- 鈴木三郎助[6] - 味の素創設者
- 鈴木忠治 - 味の素第2代社長、内閣顧問
- 山梨半造[4] - 陸軍大将、陸軍大臣
- 平野友輔[1] - 衆議院議員
- 山田嘉穀 - 衆議院議員・神奈川県高座郡会議長
- 金子角之助 - 藤沢町長
- 村野常右衛門[3] - 自由民権運動家
- 大島正徳 - 哲学者
- 外山亀太郎[4] - 遺伝学者

## 所在地
- 神奈川県藤沢市羽鳥三丁目10-30北緯35度20分39.3秒 東経139度27分34.3秒 / 北緯35.344250度 東経139.459528度座標: 北緯35度20分39.3秒 東経139度27分34.3秒 / 北緯35.344250度 東経139.459528度

## 関連文献
- 高野修 著、(続）藤沢市史編さん委員会 編『小笠原東陽と耕余塾に学んだ人々』藤沢市文書館〈藤沢市史ブックレット4〉、2013年3月。全国書誌番号:22280287。
- 明治地区郷土づくり推進会議歴史文化部会 編『耕余塾を開いた先生 小笠原東陽物語』明治地区郷土づくり推進会議、2017年8月。
- 村上きょうこ『名宰相吉田茂と学舎耕余塾』風人社、2018年11月。ISBN 978-4-938643-84-3。